# Hypocaccus virescens
Hypocaccus virescens är en skalbaggsart som först beskrevs av Thérond 1963.  Hypocaccus virescens ingår i släktet Hypocaccus och familjen stumpbaggar. Inga underarter finns listade i Catalogue of Life.